# A Different Kind of Truth
A Different Kind of Truth ist das zwölfte und letzte Studioalbum der US-amerikanischen Rockband Van Halen, das im Februar 2012 über das Label Interscope Records veröffentlicht wurde. Das Album erreichte Platz 2 der US-Charts. Es ist das erste Studioalbum mit Sänger David Lee Roth seit 1984 nach 28 Jahren.

## Geschichte
Roth hatte die Band 1985 verlassen, war jedoch 2007 wieder dazugestoßen. Auf A Different Kind of Truth ist auch erstmals Wolfgang Van Halen, der Sohn von Edward Van Halen und Neffe des Schlagzeugers Alex Van Halen, zu hören, der Michael Anthony 2006 ersetzt hatte. Viele der Songs auf dem Album stammen von alten Demoaufnahmen, so dass es vom Stil her an die ersten sechs Alben anknüpft. Produziert wurde es von John Shanks.

## Erfolg und Kritik
Die Webseite Allmusic.com vergab 4 von 5 Sternen und schrieb: „Natürlich war das ganze Comeback darauf ausgelegt, den Geist der ersten fünf oder sechs Van-Halen-Alben wiederaufleben zu lassen, und das Album auf Grundlage dieser alten Demoaufnahmen zu produzieren erweist sich als cleverer Schachzug, denn darunter fanden sich nicht nur vielversprechende Lieder, sondern es brachte die Band auch dazu, sich neu zu orientieren; brachte sie zu ihrem Wesenskern.“

## Titelliste
1. Tattoo
2. She’s the Woman
3. You and Your Blues
4. China Town
5. Blood & Fire
6. Bullethead
7. As Is
8. Honeybabysweetiedoll
9. The Trouble with Never
10. Outta Space
11. Stay Frosty
12. Big River
13. Beats Workin'

## Verkaufszahlen und Auszeichnungen
| Land/Region | Auszeichnungen für Musikverkäufe (Land/Region, Auszeichnung, Verkäufe) | Verkäufe |
| ----------- | ---------------------------------------------------------------------- | -------- |
| Kanada (MC) | Gold                                                                   | 40.000   |
| Insgesamt   | 1× Gold ·                                                              | 40.000   |

Hauptartikel: Van Halen/Auszeichnungen für Musikverkäufe